# حسينه
 حسینه  بالفارسية ( بندر حَسينَه  ) ، قرية صغيرة تتبع البلدة المركزية (بالفارسية: بخش مرکزی شهرستان بندر لنگه) من توابع مدينة لنجة وتقع في محافظة هرمزگان في جنوب إيران.
ميناء صغير ارتفاع عن سطج البحر حوالى 300 متر.

## حدود قرية حَسینَه
حدود حسینه: من الشمال: قرية كندران، ومن الجنوب الخليج العربي، ومن الغرب بلدة بندر جارك، ومن الشرق تنتهي ببلدة مغوه.

## السكان
يبلغ عدد سكان هذه القرية حسب تعداد السكان لعام 2006 للميلاد، (811 ) نسمه تشكل (153 عائلة) ، من أهل السنة والجماعة وعلى المذهب الشافعي. يتكلون الفارسية باللهجة المحلية، لهم مدارس: ابتدائية، يتكلون العربية، لهم مسجد، ومدرسة، وعيادة صحية صغيرة، وبركتان لحفظ مياه الأمطار، يمتهنون بتربية المواشي والزراعة، ولهم 2000 نخلة مثمرة،.يمتهنون بمهنة الزراعة وتربية المواشي، وصيد الأسماك.